# Rhodoneura albiferalis
Rhodoneura albiferalis is een vlinder uit de familie van de venstervlekjes (Thyrididae). De wetenschappelijke naam van de soort werd voor het eerst geldig gepubliceerd in 1866 door Francis Walker.